# Kerstin Bothén
Kerstin Bothén, född Hesser den 10 maj 1926 i Stockholm, död 8 oktober 2019 i Stockholm, var en svensk diplomat och jurist.
Bothén var dotter till överläkaren Sixten Hesser och Ingrid Hesser (född Sundequist). Familjen flyttade till Linköping där hon också tog studenten. Därefter studerade hon juridik vid Uppsala universitet och avlade juris kandidatexamen 1949.
Hon fick anställning på Utrikesdepartementet som attaché 1950–1952. 1952 gifte hon sig med den sju år äldre kollegan på Utrikesdepartementet Pierre Bothén. Som brukligt var vid den tiden lämnade hon Utrikesdepartementet efter giftermålet. Fram till att maken 1965 utsågs till generalkonsul i Istanbul arbetade hon på Finansdepartementet, där hon var kanslisekreterare och senare budgetsekreterare. Under denna tid föddes även parets två döttrar Pia (gift Watkinson) och Eva.
Efter makens död 1975 återgick Bothén till Utrikesdepartementet till en tjänst som departementssekreterare och senare kansliråd 75–80. Hon utsågs till ambassadråd i Tel Aviv 1980–1983, minister i Oslo 1983–1987. Hon var Sveriges generalkonsul i Marseille 1988–1990 och avslutade karriären på Utrikesdepartementet som minister i Haag. Efter pensioneringen från diplomatyrket var hon i 15 år förbundsjurist för Sveriges Marknadsförbund.